# Pagwa River
Pagwa River est une communauté canadienne située dans le territoire non organisé de Cochrane, Unorganized, North Part dans le district de Cochrane dans la province de l'Ontario.

## Annexe